# McKellar (cráter)

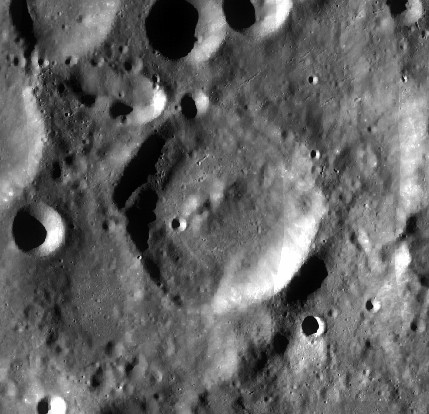
Fotografía de la misión Lunar Reconnaissance Orbiter

McKellar es un cráter de impacto perteneciente a la cara oculta de la Luna, por lo que no puede ser visto directamente desde la Tierra. Se encuentra al suroeste del cráter Crookes, cuyo sistema de marcas radiales cubre el suelo y los bordes de McKellar. Al sur se halla el cráter Bok, ligeramente más pequeño.
Este cráter está un poco erosionado, con un pequeño impacto en el borde noroeste. El suelo interior es relativamente plano, excepto por un grupo de tres series de elevaciones dispuestas al norte y al oeste del punto medio. Justo al sur de este cráter aparece una zona de alto albedo en la superficie, que normalmente se interpreta como una indicación de un impacto relativamente reciente.

## Cráteres satélite
Por convención estos elementos son identificados en los mapas lunares poniendo la letra en el lado del punto medio del cráter que está más cercano a McKellar.
|          | \| McKellar \| Coordenadas \| Diámetro \| \| -------- \| -------------------------------- \| -------- \| \| B \| 13°06′S 169°06′O / -13.1, -169.1 \| 16 km \| \| S \| 16°00′S 173°18′O / -16.0, -173.3 \| 23 km \| \| T \| 15°06′S 173°00′O / -15.1, -173.0 \| 45 km \| \| U \| 13°54′S 174°30′O / -13.9, -174.5 \| 37 km \| |          |
| McKellar | Coordenadas | Diámetro |
| B        | 13°06′S 169°06′O / -13.1, -169.1 | 16 km    |
| S        | 16°00′S 173°18′O / -16.0, -173.3 | 23 km    |
| T        | 15°06′S 173°00′O / -15.1, -173.0 | 45 km    |
| U        | 13°54′S 174°30′O / -13.9, -174.5 | 37 km    |